# Юсуф Изеддин
Юсуф Изеддин е най-възрастният син на султан Абдул Азис. Роден през 1857 г., самоубива се през 1916 г. Престолонаследник на Османската империя (1909-1916).